# Queenie McKenzie
Queenie McKenzie (ur. ok. 1915 w Warmun, zm. w listopadzie 1998) – aborygeńska artystka, pionierka ruchu artystycznego Kimberley. 

## Życiorys
Urodziła się na ranczu Old Texas Downs położonym nad rzeką Ord na wschód od Turkey Creek (obecnie Warmun). Jej matka pochodziła z plemienia Malngin i Gurundji, zaś ojciec był białym ujeżdżaczem koni. Matce udało się uratować Queenie od praktyki skradzionych pokoleń przez poczernienie jej skóry węglem drzewnym. Dorastała wśród ludu Gija (Gija to jej pierwszy język), pracując dla hodowcy bydła. Była też uzdrowicielką, służącą, kucharką. Na terenie rancza poznała Rovera Thomasa, z którym się zaprzyjaźniła. 
Thomas zainspirował McKenzie do nauki malowania. Chociaż nigdy nie otrzymała formalnego szkolenia, była zachęcana do malowania pejzaży przedstawiających ranczo. Gdy w latach 70. XX wieku aborygeńscy pracownicy dużych rancz zostali zwolnieni, McKenzie wraz z mężem Charliem osiedlili się w Warmun. Z powodu trudności z uzyskaniem pozwolenia na osiedlenie się, McKenzie walczyła w parlamencie stanowym w Perth. 
W ciągu nieco ponad 10 lat aktywnego malarstwa Queenie McKenzie stała się wybitną komentatorką doświadczeń Aborygenów. Malowała prace o różnej tematyce: od stworzenia świata przez wydarzenia epoki kolonialnej aż po współczesność. Wiele obrazów McKenzie ma charakter autobiograficzny. Lubiła używać naturalnych ochr z okolic Warmun, w tym czerwieni, bieli, brązów, czerni i żółci. Jej ulubionym i często stosowanym kolorem był różowy. Obrazy tworzyła za pomocą kropek i dużych połaci koloru. Jej obrazy miały również znaczenie narracyjne i symboliczne. 
W 1994 wraz z innymi aborygeńskimi kobietami zaprezentowała swoje prace na wystawie Bush Women w Fremantle Arts Centre. Pierwsza jej indywidualna wystawa nosiła tytuł Gara-Garag: My Life Longa Texas. Została zaprezentowana w 1995 we współpracy ze stowarzyszeniem Waringarri Aboriginal Arts w William Mora Galleries. W 1998 była jedną z ośmiu artystów wybranych do projektu upamiętniającego kulturę australijską podczas Letnich Igrzysk Olimpijskich w Sydney 2000. W 2004 jej prace pokazano na wystawie pt. Explained II. A Closer Look at Aboriginal Art w AAMU Museum of Contemporary Aboriginal Art w Utrechcie. Jej prace sprzedano na aukcjach za od 8 do 9.2 tys. dolarów. 
Jej prace można oglądać w National Gallery of Australia, National Gallery of Victoria, State Galleries of South Australia i Western Australia, Berndt Museum of Anthropology na Uniwersytecie w Australii Zachodniej i innych galeriach. Doprowadziła do założenia pierwszego centrum sztuki będącego własnością artystów Gija. Centrum Sztuki Warmun powstało w sierpniu 1998. 
W latach 80. XX wieku była liderką kobiet ze społeczności Warmun. Doprowadziła do uchwalenia Prawa Kobiet, które chroniło kobiety przed przemocą domową. Była główną informatorką w projekcie zatwierdzonym przez Radę Dziedzictwa Australii Zachodniej. Miał na celu dokumentację miejsc mitologicznych, historycznych i miejsc ceremonii kobiecych na obszarze Warmun, by zachować je dla przyszłych pokoleń. Była pieśniarką i tancerką, w szkołach uczyła języka gija i prowadziła zajęcia plastyczne i kulturalne.  

## Upamiętnienie
Rząd stanowy Australii Zachodniej w roku jej śmierci ogłosił ją „Żywym Skarbem Stanu”.